# ساينت اوين (ايطاليا)
ساينت اوين ( بلهجة الفالدوتين:سينت أوين) هي كومونا تقع في منطقة وادي أوستا في شمال غرب إيطاليا .

## جغرافيا
يحد قرية ساينت أوين ما يلي من المناطق: Bourg-Saint-Pierre (سويسرا) و Etroubles و Gignod و Saint-Rhémy-en-Bosses .

## المدن الشقيقة
ترتبط هذه القرية بعلاقة توأمة مع قرية Saint-Oyens السويسرية.